# Araeotanypus boops
Araeotanypus boops là một loài bọ cánh cứng trong họ Hybosoridae. Loài này được Waterhouse miêu tả khoa học năm 1875.
Loài này phân bố ở Zimbabwe.